# Dortmund Universität (przystanek kolejowy)
Dortmund Universität – przystanek kolejowy w Dortmundzie, w kraju związkowym Nadrenia Północna-Westfalia, w Niemczech. Położony jest pod kampusem Uniwersytetu. Znajdują się tu 2 perony.